# Epiplema fuscata
Epiplema fuscata är en fjärilsart som beskrevs av W. Warren 1897. Epiplema fuscata ingår i släktet Epiplema och familjen Uraniidae. Inga underarter finns listade i Catalogue of Life.